# Pabu (satélite)
Pabu, oficialmente designado de (66652) Borasisi I Pabu, é um objeto transnetuniano (cubewano) e um satélite natural que orbita o corpo celeste denominado de Borasisi. Foi descoberto em 9 de novembro de 2001 por K. S. Noll, D. C. Stephens, D. Cruikshank, W. Grundy, W. Romanishin e S. Tegler usando o Telescópio Espacial Hubble. O seu tamanho é de cerca de 137 km, um pouco diferente do tamanho do seu primário (166 km). A órbita dos objetos deste sistema binário também é muito elíptica, atingindo uma excentricidade de 0,47.

## Nome
Este objeto usou a designação provisória de S/2001 (66652) 1 até o dia que recebeu o nome de Pabu, que é a denominação de uma divindade ficcional retirada da novela Cat’s Cradle de 1963, do escritor Kurt Vonnegut. No livro, Borasisi é o Sol e Pabu é o nome da Lua:
Borasisi, o sol, e sua companheira Pabu, a lua, que em seus braços esperava que Pabu teria com ele um filho de fogo. Mas pobre Pabu deu à luz um filho frio. Então Pabu decidiu ir embora, e ela foi viver com seu filho favorito, que era a Terra.

## Órbita
O satélite, Pabu, orbita o primário em 46,2888 ± 0,0018 dia em uma órbita com semieixo maior de 4528 ± 12 km e excentricidade de 0,4700 ± 0,0018. A órbita está inclinada em relação à observação em cerca de 54° o que significa que é cerca de 35° a partir da posição do polo.

## Características físicas

Ilustração esquemática de dois corpos com massa semelhante em órbita em torno de um baricentro comum (cruz vermelha) com órbitas elípticas. Borasisi e Pabu deve interagir de forma semelhante.

Foi descoberto no ano 2003 que 66652 Borasisi era na verdade um objeto binário com os componentes com tamanho parecido (cerca de 120–180 km) que orbitam o baricentro em órbita moderadamente elíptica. A massa total do sistema é de cerca de 3,4 x 1018 kg.